# میدان امام علی
میدان امام علی، (که درگذشته با نام میدان عتیق و میدان قیام شناخته می‌شد)، میدانی تاریخی در مرکز شهر اصفهان است که از احیای سبزه‌میدان (میدان عتیق یا میدان کهنه) با مسجد جامع ایجاد شده است.این میدان متشکل از چهار فضای اصلی شامل مجموعه میدان اصلی، جلوخان مسجد جامع، مجموعه زیرگذرها و پارکینگ و قطعات بلافصل پیرامون میدان است.
میدان امام علی همچنین شامل ۳ زیرگذر و پارکینگ طبقاتی به همراه یک سازه مسطح نسبتاً ذوزنقه شکل است که از یک سو مسجد جامع اصفهان را به بقعه هارونیه و از سوی دیگر به مدرسه و کاروانسرای کاسه‌گران و بازار بزرگ اصفهان متصل می‌کند.
فاز اول پروژه عظیم بازسازی میدان عتیق، شامل زیرگذرهای چهار خیابان و یک میدان ترافیکی در سال ۱۳۸۸  آغاز و ظرف ۱۳ ماه با اجرای بالغ بر ۲۲۰۰۰ متر مربع پلسازی به اتمام رسید و فاز دوم میدان امام علی در ۳۱ مرداد سال ۱۳۹۲ با حضور مقامات ایران از جمله علی لاریجانی رئیس وقت مجلس شورای اسلامی به شکل رسمی افتتاح شد.

## پیشینه

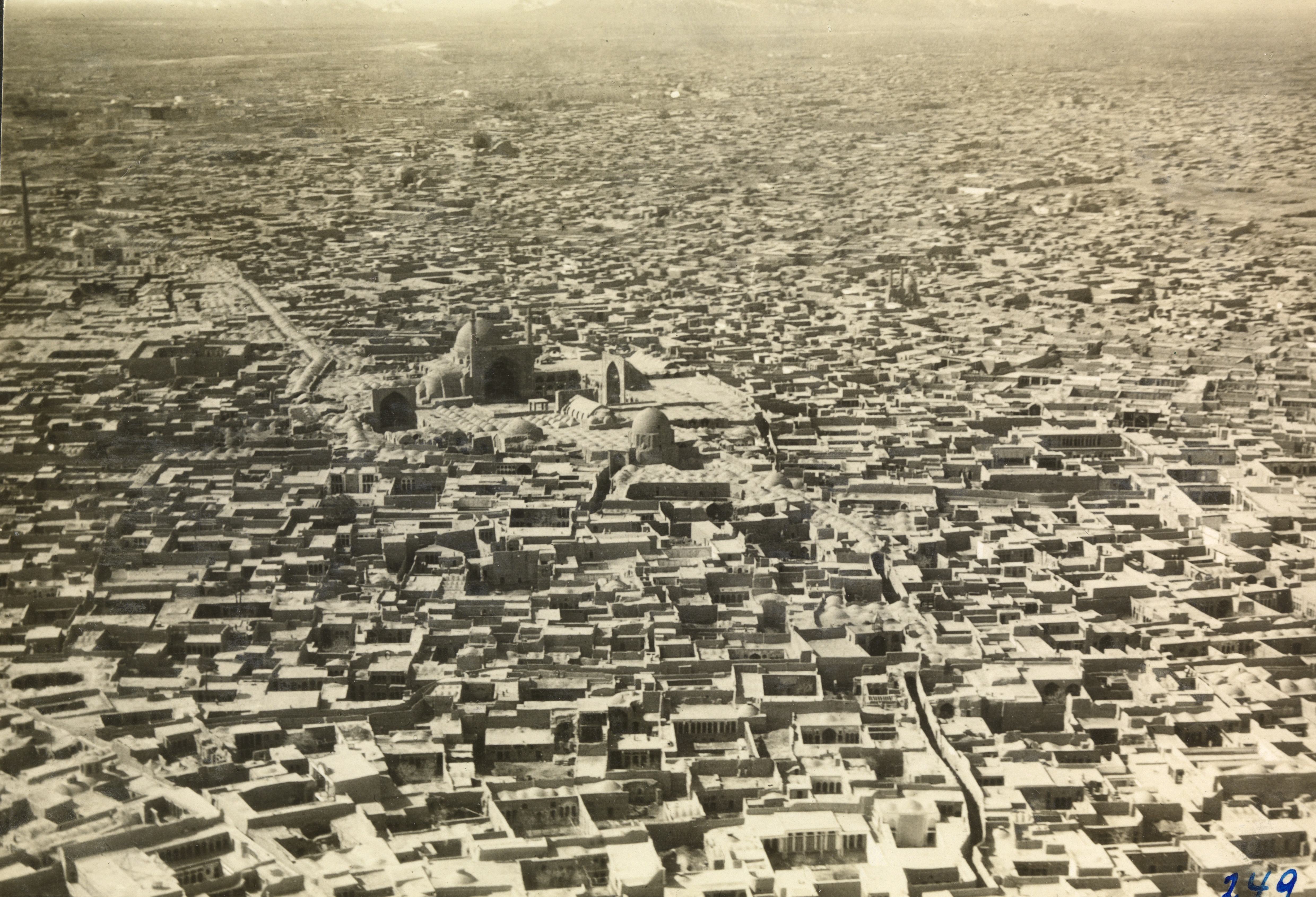
نمایی از محدوده میدان کهنه در سال‌های آخر سلطنت قاجاریه

میدان امام علی که در گذشته با نام عتیق خوانده می‌شد، زمانی مهم‌ترین میدان اصفهان بود. اما میدان نقش جهان، کسبه را به سوی خود خواند و عتیق، کهنه میدان نام گرفت. میدان عتیق اصفهان هنوز هم یکی از میادین مهم اصفهان محسوب می‌شود. امروزه اگرچه آن را به نام کهنه میدان یا سبزه میدان می‌شناسند، اما روزی این میدان با وسعتی قریب به دو برابر آنچه امروز دیده می‌شود، میدان اصلی شهر اصفهان بود.
براساس اسناد موجود میدان عتیق اصفهان پیش از دوره صفویه و در دوران سلجوقیان، میدان اصلی و مرکز اصلی شهر اصفهان محسوب می‌شده‌است.
زمانی که شاه عباس صفوی میدان نقش جهان را می‌سازد، این میدان به مرور آن همه اعتبار خود را از دست می‌دهد و عمده کاسبی‌ها به طرف میدان نقش جهان کشیده می‌شود. این موضوع به مرور زمان باعث می‌شود میدان عتیق از یادها برود و فضاهایی که روزگاری محدوده میدان محسوب می‌شدند دچار ساخت و ساز شود.

## امروزه
میدان امام علی امروزه به علت قرار گرفتن در چهار محور اصلی شهر اصفهان یعنی خیابان ولی عصر، هاتف، عبدالرزاق و علامه مجلسی هنوز یکی از مناطق مهم و پر رفت و آمد شهر اصفهان محسوب می‌شود.
بازار زغال فروش‌ها که امروز به این نام شناخته شده، در زمان سلجوقیان هسته اصلی میدان عتیق بوده و امروزه مرکز تجمع افرادی با شغل‌های کاذب از قبیل فروش لباس‌های دست دوم و زغال شده‌است.

## نگارخانه

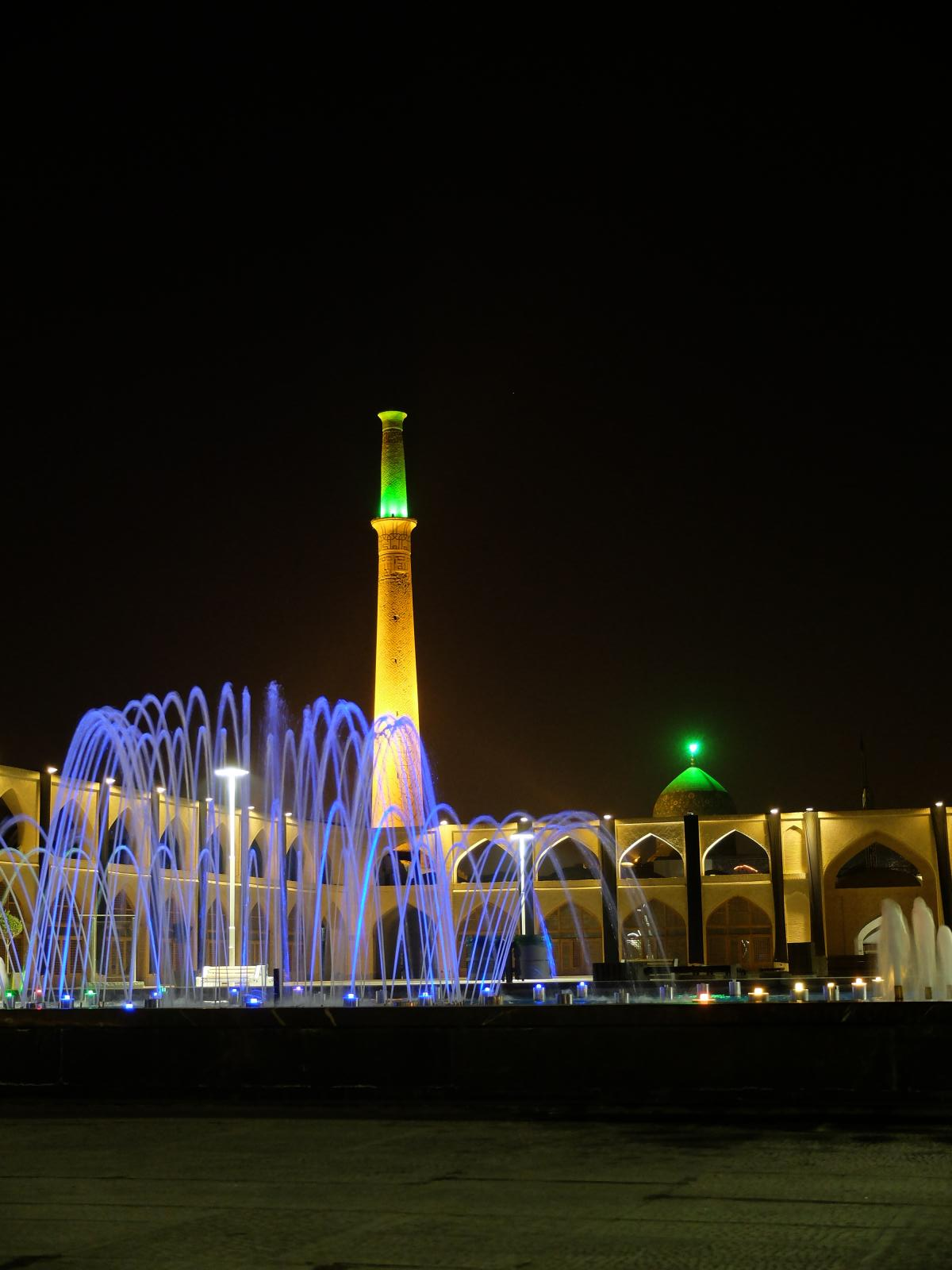
میدان امام علی در شب
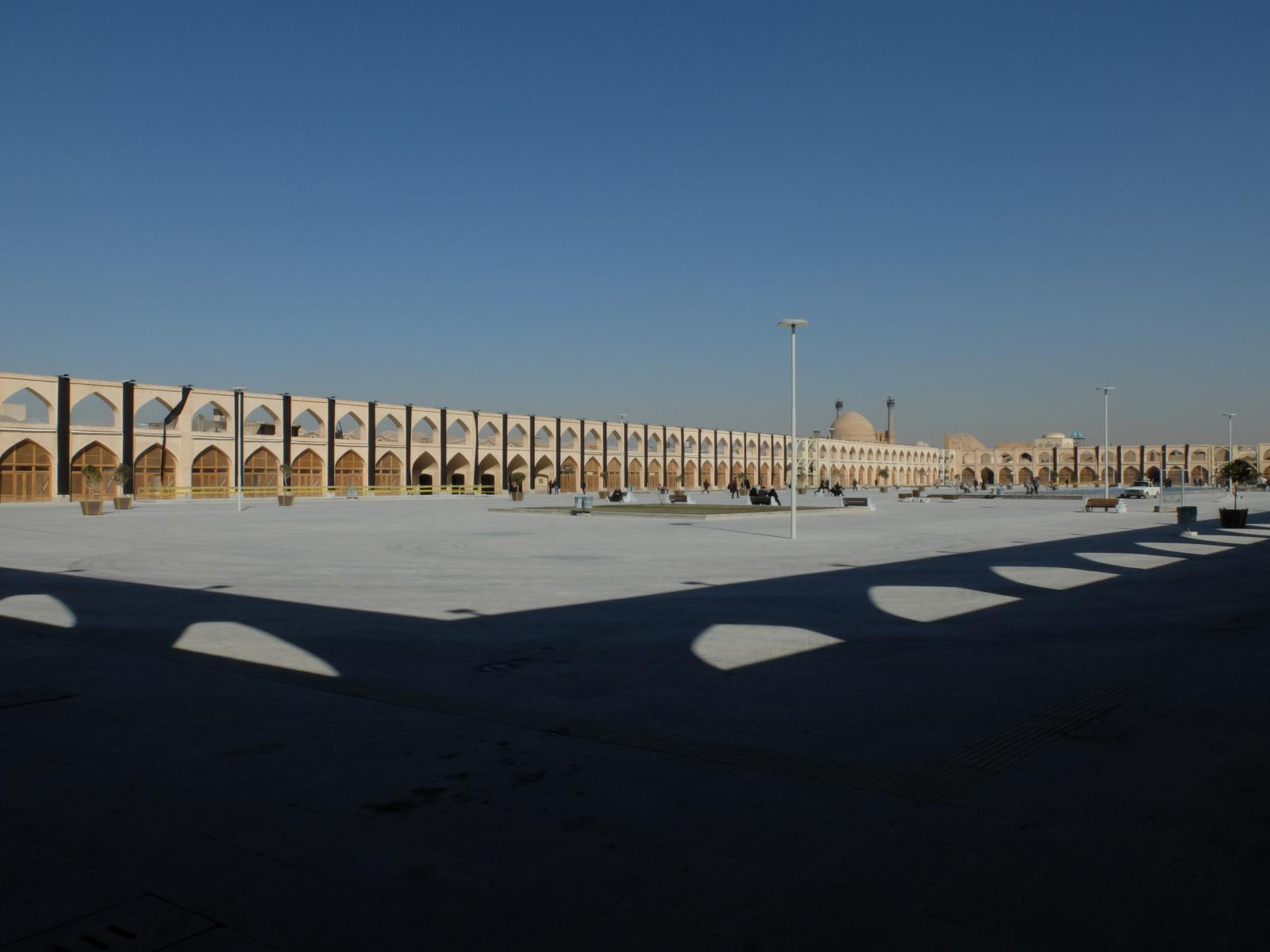
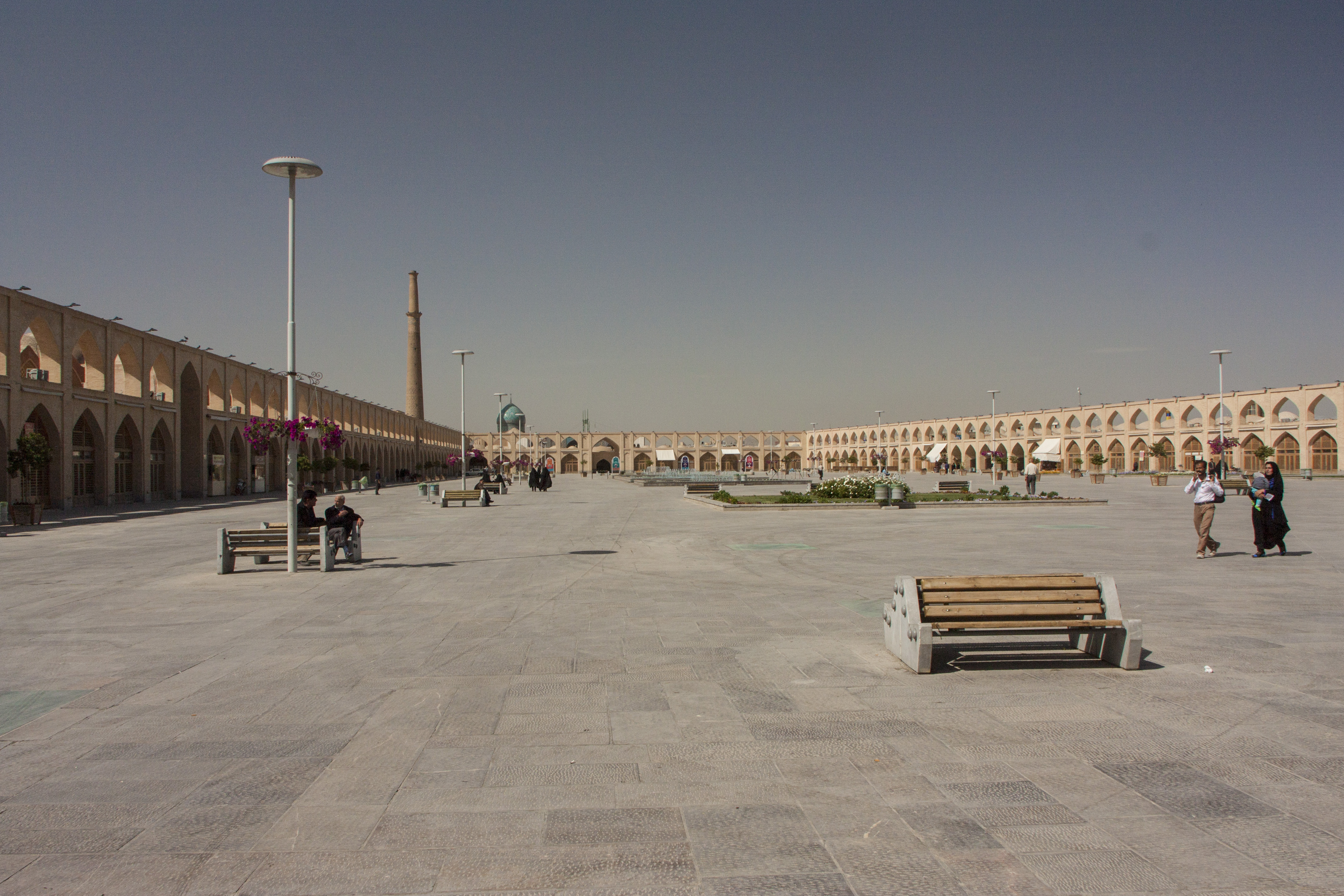